# Hans Huber
Hans Huber (født 28. juni 1852 i Eppenberg-Wöschnau – død 25. december 1921 i Locarno, Schweiz) var en schweizisk komponist og lærer.
Huber startede sine studier i Leipzig i 1870. Efter endt studietid i 1877 vendte han tilbage til Basel, hvor han blev privatlærer og fik en stilling på Basel Musikkonservatorium i 1889. 
Huber har komponeret 10 symfonier i romantisk stil, og 5 operaer, som han komponerede mellem (1894-1918). Desuden har han også skrevet orkesterværker og 24 preludier for klaver. 
Hans Huber var en af de mest betydningsfulde lærere i Schweiz og har bl.a. undervist Hermann Suter.

## Udvalgte værker
- Symfoni (i Eb-dur) - (1870–1877) - (ufuldstændig) - for orkester
- Symfoni nr. 1 (i D-mol) - (1880) Tell Symphony - for orkester
- Symfoni (i A-dur) - (1889) - (oprindeligt 2. symfoni, trukket tilbage af komponisten) - for orkester
- Symfoni nr. 2 (i E-mol) Böcklin (1897-1900) - for orkester
- Symfoni nr. 3 (i C-dur) Heroisk (1902) - for orkester
- Symfoni nr. 4 (i A-dur) - Akademisk (1903-1917) - for orkester
- Symfoni nr. 5 (i F-dur) - Romantisk  (1905) - for orkester
- Symfoni nr. 6 (i A-dur) Giojosa (1911) - for orkester
- Symfoni nr. 7 (i D-mol) Schweizisk (1917) - for orkester
- Symfoni nr. 8 (i F-dur) Forår (1920) - for orkester
- Verdensforår (1894) - opera
- Kudrun (1896) - opera